# Zaljev Guanabara
Zaljev Guanabara je oceanski zaljev lociran na jugoistoku Brazila, u državi Rio de Janeiro. Na njegovoj jugozapadnoj obali se nalazi grad Rio de Janeiro, a na jugoistočnoj grad Niteroi. Guanabara je drugi po veličini zaljev u Brazilu 412 km²). Zaljev je dugačak 31 kilometar i 28 kilometara širok. Njegova usta su sa sjeverne strane pritisnuta s Papagajevim Vrhom (Pico do Papagaio), a s južne Šećernom Glavom.
Naziv Guanabara potiče od Tupi-Guarani riječi guará-nhã-pará, što znači njedra mora, slična rijeci.
U zaljevu se nalazi preko 130 otoka, uključujući:
- Lajes
- Governador
- Galeão
- Paquetá
- Cobras
- Flores
- Fiscal
- Villegaignon
- Fundão